# Hulan, Trollhättans kommun
hulan är en bebyggelse i Gärdhems socken väster om Velanda i Trollhättans kommun. 2020 avgränsade SCB här en småort.